# Doris Lloyd
Doris Lloyd, född 3 juli 1896 i Liverpool, England, död 21 maj 1968 i Santa Barbara, Kalifornien, var en brittisk-amerikansk skådespelare. Hon verkade som teaterskådespelare på Broadway från 1917–1925, samt ett inhopp 1947. Filmdebuten skedde 1920 i den brittiska filmen The Shadow Between. Från 1925 blev hon Hollywoodskådespelare och medverkade fram till 1967 i runt 170 filmer, nästan alltid i biroller och småroller. På 1950-talet och 1960-talet medverkade hon även i TV-produktioner.

## Filmografi i urval
- 1925 – En lady
- 1931 – Natt över London
- 1932 – Tarzan
- 1932 – Kärlekens bakgata
- 1933 – En studie i rött
- 1934 – Som hemlig politisk agent
- 1935 – Fåfängans marknad
- 1935 – Fången på Dartmoor
- 1936 – Flottan dansar (ej krediterad)
- 1937 – Kamrater i Paris
- 1939 – Eld och lågor
- 1939 – De gjorde mig till brottsling (ej krediterad)
- 1939 – Kvinna mot kvinna (ej krediterad)
- 1939 – Elisabeth och Essex (ej krediterad)
- 1940 – Brevet
- 1940 – Tills vi mötas igen...
- 1941 – Shining Victory
- 1941 – Den stora lögnen (ej krediterad)
- 1942 – Det kommer en dag
- 1943 – Alla himlar öppna sig
- 1943 – Till nu och för evigt
- 1944 – Döden kan ej vittna
- 1944 – Hämnaren
- 1944 – Konspiratörer (ej krediterad)
- 1945 – Kitty (ej krediterad)
- 1946 – 3 främlingar
- 1946 – Kärlek som aldrig dör
- 1946 – Att offra allt (ej krediterad)
- 1947 – Här kommer en annan
- 1949 – Adams revben (ej krediterad)
- 1951 – Ensam dam får besök
- 1956 – Svanen
- 1960 – Tidsmaskinen
- 1960 – En röst i dimman
- 1962 – Den misstänkta värdinnan
- 1964 – Mary Poppins (ej krediterad)
- 1965 – Sound of Music
- 1967 – Rosie!